# Richard Edson

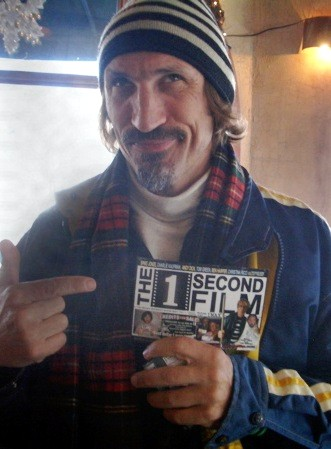
Richard Edson 2005.

Richard Edson, född 1 januari 1954 i New Rochelle i New York, är en amerikansk skådespelare och musiker.
Richard Edson var den första trummisen i Sonic Youth, från 1981 till 1982. Efter att han lämnade Sonic Youth började han medverka i filmer. Han har dykt upp i över 80 filmer och är troligtvis mest känd efter medverkande i debuten Stranger Than Paradise (1984), i regi av Jim Jarmusch, och i Hollywoodfilmen Fira med Ferris (1986), i regi av John Hughes.

## Filmografi (urval)
- 1984 – Stranger Than Paradise
- 1985 – Susan, var är du?
- 1986 – Fira med Ferris
- 1986 – Ingen plockar Howard
- 1986 – Plutonen
- 1987 – Walker
- 1987 – Good Morning, Vietnam
- 1988 – De svek Amerika
- 1989 – Spårhundar på Broadway
- 1989 – Do the Right Thing
- 1989 – Loppet är kört
- 1990–1991 – Ett fall för Shannon (TV-serie) (tio avsnitt)
- 1991 – Räddare i nöden
- 1993 – Posse - svart uppbåd
- 1993 – Wow! Min fru är en sexig jätte
- 1995 – Dummare än dum
- 1995 – Kan det vara ödet
- 1995 – Strange Days
- 1996 – Cosas que nunca te dije (Things I Never Told You)
- 1997 – This World, Then the Fireworks
- 1998 – Lulu on the Bridge
- 1999 – Purgatory
- 1999 – Thick as Thieves
- 2000 – The Million Dollar Hotel
- 2000 – Timecode
- 2000 – Picking Up the Pieces
- 2002 – Sunshine State
- 2004 – Starsky & Hutch
- 2004 – Land of Plenty
- 2004 – Frankenfish
- 2005 – The Kid & I
- 2006 – The Astronaut Farmer
- 2008 – Columbus Day
- 2009 – Black Dynamite
- 2012 – A Glimpse Inside the Mind of Charles Swan III